# Anne Isabella Milbanke
Anne Isabella Milbanke, Baronessa Byron (Durham, 17 maggio 1792 – Londra, 16 maggio 1860), è stata una nobile, mecenate e matematica britannica, moglie del poeta George Byron e madre di Ada Lovelace. Nel 1840 partecipò alla World Anti-Slavery Convention, un'assemblea per l'abolizione della schiavitù che si riunì per la prima volta all'Exeter Hall di Londra, dal 12 al 23 giugno 1840. Fu organizzata dalla British and Foreign Anti-Slavery Society, in gran parte su iniziativa del quacchero inglese Joseph Sturge. L'esclusione delle donne dalla convenzione diede un grande impulso al movimento per il suffragio femminile negli Stati Uniti..

## Biografia

### Un nome in divenire
Anne Isabelle Milbanke nacque nella contea di Durham il 17 maggio 1792 da Ralph Milbanke e dalla moglie Judith Noel Milbanke. Suo zio materno era Thomas Noel, Lord Wenthworth (18 novembre 1745-17 aprile 1815) e quando questi morì, qualche mese dopo il matrimonio di Anne con Byron, suo padre ereditò gran parte dei possedimenti del cognato e cambiò quindi nome in Ralph Noel. Anni dopo morì anche sua madre ed Anne ed il marito furono costretti a cambiare anche loro il proprio cognome in Noel, una clausola testamentaria che doveva essere rispettata se la figlia ed il genero volevano entrare in possesso della loro eredità.
Quindi, da adulta, il nome di Anne, in seguito ai mutamenti avvenuti in famiglia ed al matrimonio divenne Anne Isabelle Noel Milbanke Byron, Baronessa Byron.
Suo zio Thomas quando morì era sia Barone che Visconte, quest'ultimo titolo andò estinto, mentre il primo fu sospeso perché reclamato da Judith Milbanke e da un loro cugino, questi morì nel 1856 ed il titolo andò ad Anne, che era rimasta la sola aspirante, tuttavia il titolo di Baronessa Wentworth venne, da lei, usato poco.

### L'educazione atipica e il preludio al matrimonio
Anne mostrò fin da bambina una brillante intelligenza ed i genitori per istruirla assunsero un laureato della Cambridge University, tale William Frend, che partecipò attivamente alla vita intellettuale e sociale inglese. Sotto la sua direzione Anne studiò molte materie, dai classici alla letteratura, dalla filosofia alla scienza fino alla matematica, ambito in cui era particolarmente versata.
Con gli anni Anne divenne una donna religiosa, con una morale ben precisa. Conscia del proprio intelletto non si vergognava di mostrarlo al pubblico, spesso veniva descritta come fredda ed altezzosa ed era chiaro che era del tutto inadatta all'uomo di cui si era invaghita, il discusso poeta George Byron.
Il loro primo incontro avvenne nel marzo del 1812  quando Byron vedeva la sua fama salire dopo l'inaspettato successo del suo Childe Harold's Pilgrimage. Il poeta, consigliato dalla sorellastra Augusta Leigh, per salvare le sue disastrate finanze, le invia nell'ottobre dello stesso anno una proposta di matrimonio.
L'anno seguente Anne scrisse a Byron e cominciò così la loro corrispondenza che continuò anche quando l'opinione pubblica cominciava a rivoltarsi contro la "condotta scandalosa" del poeta.

### L'imprevedibile unione e la prevedibile separazione
Nel 1814 Byron si propose una seconda volta e questa volta Anne accettò di sposarlo, la cerimonia avvenne in forma privata il 2 gennaio del 1815 presso Durham e dopo il matrimonio la coppia andò a vivere a Londra.
In quel momento le finanze del poeta erano in brutte acque, rifiutava i compensi per i suoi lavori perché li giudicava troppo bassi e, d'altro canto, non riusciva a vendere le proprie proprietà nel Nottinghamshire e a Rochdale per riappianare qualche debito. La brutta situazione economica portò Byron a scontrarsi con la moglie, divenne sospettoso e cominciò a bere e verso la fine dell'anno avviò una relazione con una corista londinese.
Subito dopo il matrimonio Anne era rimasta incinta e preoccupata per l'umore nero del marito e per le sue scalmane matrimoniali chiamò in soccorso Augusta Leigh (26 gennaio 1783-12 ottobre 1851), sorellastra del poeta, che andò a casa degli sposi per prestare il proprio aiuto. Il 10 dicembre Anne partorì una bambina, Ada Lovelace, loro unica figlia.
Nel gennaio seguente Byron decise di vendere la loro casa londinese e suggerì alla moglie di tornare presso i propri genitori in via temporanea, per dargli il tempo di sistemare le sue finanze. Anne tuttavia non si fidò e temendo per la salute mentale del marito chiamò un medico perché, di nascosto, si accertasse delle sue condizioni psichiche. Byron non si accorse di niente ed il dottore raccomandò ad Anne di obbedire al marito.
Forse non del tutto convinta, Anne contattò un amico, il medico John Hanson informandolo su tutte le stravaganze di suo marito, precedentemente annotate in dettaglio. Il medico le suggerì che il poeta probabilmente soffriva di un disturbo all'idrocefalo e in seguito a questa corrispondenza Anne decise di partire e, presa Ada con sé, andò nel Leicestershire dai propri genitori.

### Dopo Byron
Nei primi mesi della loro separazione Anne ed il marito si scrissero abitualmente ed in toni piuttosto affettuosi, presto i suoi genitori si rivolsero ad un avvocato che li consigliò, nell'interesse della figlia, di convincerla a chiedere la separazione. Anne spedì una lettera al marito che venne intercettata dalla cognata, che viveva con lui, e scrisse di suo pugno ad Anne dicendole che non doveva gettare via così il suo matrimonio. Un secondo messaggio raggiunse il destinatario, che tuttavia non credette che quelle fossero le vere intenzioni della moglie ed anzi si rifiutò di eseguirle. Qualche tempo dopo Anne diede voce al sospetto che il rapporto di Byron con la sorella fosse incestuoso e quando questi lo seppe decise di acconsentire, a patto che ella gli provasse che la richiesta di divorzio venisse da lei e non dai suoi genitori. Anne lo soddisfò e la separazione legale divenne effettiva nel marzo del 1816, poco dopo il poeta lasciò l'Inghilterra e, di fatto, non vi fece più ritorno.
Byron non cercò mai la custodia di Ada e scrisse alla figlia e all'ex-moglie solo poco prima di morire in Grecia il 19 aprile 1824.
Anne si occupò dell'educazione della figlia e temendo che le materie umanistiche potessero influenzarla negativamente la fece istruire prevalentemente nelle materie scientifiche. Ada divenne una matematica e quando morì di cancro il 27 novembre 1852 Anne era con lei.
Anne morì otto anni più tardi, il 16 maggio 1860, un giorno prima di compiere 68 anni. Venne sepolta a Londra.